# Robert Głowala
Robert Głowala (ur. 29 października 1992) – polski lekkoatleta, specjalizujący się w biegach długodystansowych.

## Osiągnięcia
- Mistrzostwa Polski seniorów w lekkoatletyce (5 medali)
  - Piła 2017 – brązowy medal w półmaratonie
  - Siedlce 2017 – brązowy medal w biegu ulicznym na 5 km
  - Lublin 2018 – srebrny medal w biegu na 5000 m
  - Żagań 2018 – brązowy medal w biegu przełajowym na 10 km
  - Białogard 2019 – brązowy medal w biegu na 10 000 m

## Rekordy życiowe
- bieg na 3000 metrów
  - stadion – 8:11,37 (Chorzów 2018)
- bieg na 5000 metrów
  - stadion – 13:59,91 (Białogard 2019)
- bieg na 10 000 metrów
  - stadion – 29:10,50 (Białogard 2019)
- półmaraton – 1:07:13 (Piła 2016)